# 高知県中学校の廃校一覧
高知県中学校の廃校一覧（こうちけんちゅうがっこうのはいこういちらん）は、高知県内の廃校になった中学校の一覧。対象となるのは、学制改革（1947年）以降に廃校となった中学校、および分校である。学校名は廃校当時のもの。廃校時に中学校（分校）が所在した自治体がその後合併により消滅している場合は、現行の自治体に含める。また現在休校中の県内の中学校や分校も含む。
（）内は、廃校（もしくは休校）になった年、および統合先の中学校。

## 都市部

### 高知市
- 高知市立行川中学校（2016年行川小と統合し高知市立義務教育学校行川学園へ）[1]
- 高知市立土佐山中学校（2016年土佐山小と統合し高知市立義務教育学校土佐山学舎へ）[2]
- 春野町立弘岡中学校（1972年平和中と統合し高知市立春野中学校〈当時：春野町立〉へ）[3]
- 春野町立平和中学校（1972年弘岡中と統合し春野中へ）[3]
- 高知県立高知南中学校（2021年募集停止[4]、2023年廃校[1]）

### 室戸市
- 室戸市立椎名中学校（1969年三高中と統合し室戸東中へ）[5]
- 室戸市立三高中学校（1969年椎名中と統合し室戸東中へ）[5]
- 室戸市立段小中学校（1970年）[5]
- 室戸市立長者野中学校（1978年室戸市立吉良川中学校へ統合）[5]
- 室戸市立室戸岬中学校（2009年室戸市立室戸中学校へ統合）[5]
- 室戸市立室戸東中学校（2010年室戸中へ統合）[5]
- 室戸市立中川内中学校（2021年室戸市立羽根中学校へ統合）[6]

### 安芸市
- 安芸市立伊尾木中学校（1965年統合により清水ケ丘中へ）[7]
- 安芸市立川北中学校（同上）[7]
- 安芸市立土居中学校（同上）[7]
- 安芸市立井ノ口中学校（同上）[7]
- 安芸市立栃ノ木中学校（同上）[7]
- 安芸市立畑山中学校正藤分校（1975年）[8]
- 安芸市立別役中学校（1980年）[8]
- 安芸市立上尾川中学校（1990年休校）[8]
- 安芸市立畑山中学校（1986年休校、1987年再開、1990年再休校[8]、1996年廃校）
- 安芸市立古井中学校（2001年休校）[9]
- 安芸市立東川中学校（2001年休校）[9]
- 安芸市立清水ケ丘中学校（2024年統合により安芸市立安芸中学校へ[10]
- （旧）安芸市立安芸中学校（同上）

### 南国市
- 南国市立稲生中学校（1959年10月1日統合により南国市立香長中学校へ）[11]
- 南国市立十市中学校（同上）[11]
- 南国市立三和中学校（同上）[11]
- 南国市立大篠中学校（同上）[11]
- 南国市立久礼田中学校（1966年10月統合により南国市立北陵中学校へ）[12]
- 南国市立岡豊中学校（同上）[12]
- 南国市立白木谷中学校（同上）[12]
- 南国市立黒滝中学校（1966年）[12]

### 土佐市
- 土佐市立高岡中学校〈旧〉（1962年高東中と統合し土佐市立高岡中学校〈新〉へ）[13]
- 土佐市立高東中学校（1962年高岡中〈旧〉と統合し高岡中〈新〉へ）[13]
- 土佐市立新居中学校（1974年宇佐中と統合し土佐市立土佐南中学校へ）[14]
- 土佐市立宇佐中学校（1974年新居中と統合し土佐南中へ）[14]
- 北原村立北原中学校（1948年統合により高東中へ）[13]
- 波介村立波介中学校（同上）[13]
- 蓮池村立蓮池中学校（同上）[13]
- 高石村立高石中学校（同上）[13]

### 須崎市
- 須崎市立吾桑中学校（1964年多ノ郷中と統合し須崎市立朝ヶ丘中学校へ）[注釈 1]
- 須崎市立多ノ郷中学校（1964年吾桑中と統合し朝ヶ丘中へ）

### 宿毛市
- 宿毛市立田ノ浦中学校（1958年宿毛市立小筑紫中学校へ統合）[15]
- 宿毛市立平田中学校（1964年9月山奈中と統合し宿毛市立東中学校へ）[16]
- 宿毛市立山奈中学校（1964年9月平田中と統合し東中へ）[16]
- 宿毛市立楠山中学校（1981年宿毛市立橋上中学校へ統合）[17]
- 宿毛市立母島中学校（2004年弘瀬中と統合し沖の島中へ）[18]
- 宿毛市立弘瀬中学校（2004年母島中と統合し沖の島中へ）[18]
- 宿毛市立鵜来島中学校（1989年休校、2008年廃校）
- 宿毛市立橋上中学校（2024年宿毛中へ統合[10]

### 土佐清水市
- 土佐清水市立出合中学校（1980年）[19]
- 土佐清水市立布中学校（2005年休校）[9]
- 土佐清水市立貝ノ川中学校（2006年休校）[9]
- 土佐清水市立下ノ加江中学校（2013年休校[19]、土佐清水市立清水中学校へ統合）[20]
- 土佐清水市立下川口中学校（同上）[19][20]
- 土佐清水市立三崎中学校（同上）[19][20]
- 土佐清水市立足摺岬中学校（同上）[19][20]

### 四万十市
- 四万十市立蕨岡中学校（2021年休校）[21]
- 四万十市立大川筋中学校（2021年休校）[22]
- 四万十市立八束中学校（2022年）[23]
- 四万十市立後川中学校（2022年休校[23]、四万十市立中村中学校へ統合[24]、2023年廃校[1]）
- 四万十市立東中筋中学校（2022年休校）[23]
- 四万十市立中筋中学校（2022年休校）[23]
- 四万十市立下田中学校（2024年休校）[10]
- 四万十市立大用中学校（2024年休校）[10]
- 中村市立具同中学校（1958年中村中へ統合。しかし、具同学区は1985年に四万十市立〈当時：中村市立〉中村西中学校に再び分離）
- 中村市立明星中学校（1966年勝間中と統合し大川筋中へ）[25]
- 中村市立勝間中学校（1966年明星中と統合し大川筋中へ）[25]
- 中村市立鴨川中学校（1978年後川中へ統合）[26]
- 中村市立片魚中学校（2003年四万十市立大用中学校〈当時：中村市立〉へ統合）[27]
- 中村市立竹屋敷中学校（2003年蕨岡中へ統合）[28]
- 西土佐村立奥屋内中学校（1977年統合により四万十市立西土佐中学校〈当時：西土佐村立〉へ）[注釈 2]
- 西土佐村立口屋内中学校（同上）
- 西土佐村立藤ノ川中学校（同上）
- 西土佐村立津野川中学校（同上）
- 西土佐村立大宮中学校（同上）
- 西土佐村立江川崎中学校（同上）

### 香南市
- 西川村立西川中学校（1950年大忍・山北村組合立大忍中学校〈現：香南市立香我美中学校〉へ統合）[29]
- 香我美町立東川中学校（1967年香我美中へ統合）[29]
- 香我美町立北部中学校（1963年舞川中から改称、1981年香我美中へ統合[29]）

### 香美市
- 香美市立繁藤中学校（2013年休校、香美市立鏡野中学校へ統合）[30]
- 土佐山田町立佐岡中学校（1955年土佐山田中へ統合）
- 土佐山田町立土佐山田中学校（1964年山田中と統合し鏡野中へ）[30]
- 土佐山田町立山田中学校（1964年土佐山田中と統合し鏡野中へ）[30]
- 香北町立暁霞中学校（1947年美良布中へ統合）
- 香北町立西川中学校（1952年西川村立西川中学校奥西川分校から改称、町村合併を経て1961年大宮中へ統合）
- 香北町立大宮中学校（1955年美良布中から改称、1967年香美市立香北中学校〈当時：香北町立〉へ統合）[31]
- 香北町立在所中学校（同上）[31]
- 香北町立猪野々中学校（同上）[31]
- 物部村立上韮生中学校神池分校（1961年香美市立大栃中学校〈当時：物部村立〉へ統合）[32]
- 物部村立大栃中学校中津尾分校（1969年）[32]
- 物部村立上韮生中学校（1972年大栃中へ統合）[32]
- 物部村立別役中学校（1978年岡ノ内中へ統合）[32]
- 物部村立別府中学校（1985年岡ノ内中へ統合）[32]
- 物部村立岡ノ内中学校（1990年大栃中へ統合）[32]

## 郡部

### 安芸郡
- 東洋町立川口中学校（1974年東洋町立野根中学校へ統合）[注釈 3]
- 安田町立中山中学校（2007年安田町立安田中学校へ統合）[33]
- 北川村立久木中学校（1968年島中へ統合）
- 北川村立島中学校（1973年北川村立北川中学校へ統合）[34]
- 北川村立小島中学校（1976年宇北川中へ統合）[34]
- 北川村立管ノ上中学校（1980年北川中へ統合）[34]

### 長岡郡
- 本山町立白髪中学校（1971年本山中へ統合）
- 本山町立済美中学校（1978年吉野中へ統合）[35]
- 本山町立吉野中学校（2007年本山中と統合し本山町立嶺北中学校へ）[35]
- 本山町立本山中学校（2007年吉野中と統合し嶺北中へ）[35]
- 大豊町立岩原中学校（1954年西豊永中と統合し豊永中へ）
- 大豊町立西豊永中学校（1954年岩原中と統合し豊永中へ）
- 大豊町立天坪中学校（1956年大杉中へ統合）[36]
- 大豊町立久寿軒中学校（1961年大杉中へ統合）[36]
- 大豊町立川口中学校（1962年大杉中へ統合）[36]
- 大豊町立豊永中学校（1967年大田口中と統合し大豊中へ）[36]
- 大豊町立大田口中学校（1967年豊永中と統合し大豊中へ）[36]
- 大豊町立立川中学校（1972年大杉中へ統合）[36]
- 大豊町立東豊永中学校（1974年大豊中へ統合）[36]
- 大豊町立穴内中学校（1995年大杉中へ統合）[36]
- 大豊町立西峰中学校（2000年大豊中へ統合）[36]
- 大豊町立大豊中学校（2009年大杉中と統合し大豊町立大豊町中学校へ）[36]
- 大豊町立大杉中学校（2009年大豊中と統合し大豊町中へ）[36]
- 大豊町立大豊町中学校（2022年おおとよ小と統合し義務教育学校の大豊町立大豊学園へ）[23]

### 土佐郡
- 土佐町立大河内中学校（1970年田井中へ統合）
- 土佐町立田井中学校（1983年統合により土佐町立土佐町中学校へ）[37]
- 土佐町立森中学校（同上）[37]
- 土佐町立地蔵寺中学校（同上）[37]
- 土佐町立石原中学校（同上）[37]
- 土佐町立南川中学校（同上）[37]
- 土佐町立瀬戸中学校（同上）[37]
- 大川村立白滝中学校（1971年統合により大川中〈旧〉へ）[38]
- 大川村立船戸中学校（同上）[38]
- 大川村立川口中学校（同上）[38]
- 大川村立大川中学校（2005年川口小・船戸小が統合した大川小と小中一貫教育を開始[38]、2022年統合により大川村立大川小中学校（義務教育学校）へ）

### 吾川郡
- いの町立神谷中学校〈初代〉（2012年いの町立神谷小学校と統合しいの町立神谷小中学校〈2代目〉へ）[39]
- 伊野町立伊野中学校〈旧〉（1955年統合によりいの町立伊野中学校〈当時：伊野町立〉へ）[40]
- 伊野町立八田中学校（同上）[40]
- 伊野町立宇治中学校（同上）[40]
- 伊野町立川内中学校（同上）[40]
- 伊野町立中追中学校（1988年休校）[9]
- 伊野町立三瀬中学校（2001年[41]）
- 吾北村立下八川中学校（1998年統合によりいの町立吾北中学校〈当時：吾北村立〉へ）[42]
- 吾北村立清水中学校（同上）[42]
- 吾北村立上八川中学校（同上）[42]
- 吾北村立小川中学校（同上）[42]
- 吾北村立上東中学校（同上）[42]
- 本川村立長沢中学校（1973年統合によりいの町立本川中学校〈当時：本川村立〉へ）[43][注釈 4]
- 本川村立殿御舎中学校（同上）[43]
- 本川村立越裏門中学校（同上）[43]
- 仁淀川町立吾川中学校（2013年[44]）
- 吾川村立仁淀中学校〈旧〉（1976年吾川中[45]と仁淀川町立仁淀中学校〈当時：仁淀村立〉[46]へ再編）
- 吾川村立大崎中学校（1976年仁淀中の一部と統合し吾川中へ）[44]
- 池川町立安居中学校（1981年池川中へ統合）
- 池川町立用居中学校（1992年池川中へ統合）
- 仁淀村立別枝中学校（1976年統合により仁淀中〈新〉へ）[46]
- 仁淀村立泉川中学校（同上）[46]
- 仁淀村立長者中学校（同上）[46]

### 高岡郡
- 佐川町立黒岩中学校（2018年休校、佐川中へ統合）[47]
- 中土佐町立上ノ加江中学校〈初代〉（1961年矢井賀中と統合し上ノ加江中〈2代目〉へ）[48]
- 中土佐町立矢井賀中学校（1961年上ノ加江中〈初代〉と統合し上ノ加江中〈2代目〉へ）[48]
- 中土佐町立上ノ加江中学校〈2代目〉（2021年休校[49]、2023年廃校[1]）
- 大野見村立第一中学校（1987年第二中と統合し中土佐町立大野見中学校〈当時：大野見村立〉へ）[50]
- 大野見村立第二中学校（1987年第一中と統合し大野見中へ）[50]
- 越知町立野老山中学校（1967年越知町立越知中学校へ統合）[51]
- 越知町立小日浦中学校（1969年越知中へ統合）[51]
- 越知町立桐見川中学校（同上）[51]
- 越知町立大平中学校（同上）[51]
- 越知町立堂岡中学校（同上）[51]
- 越知町立横畠中学校（同上）[51]
- 越知町立明治中学校（2007年越知中へ統合し休校、2014年廃校[52]）
- 東津野村立東津野中学校〈旧〉（1972年津野町立東津野中学校〈当時：東津野村立〉へ）[53]
- 東津野村立郷中学校（同上）[53]
- 東津野村立高野中学校（同上）[53]
- 東津野村立船戸中学校（同上）[53]
- 葉山村立床鍋中学校（1966年[54]）
- 葉山村立西中学校（1956年上半山中から改称、1978年東中と統合し津野町立葉山中学校〈当時：葉山村立〉へ）[55]
- 葉山村立東中学校（1978年西中と統合し葉山中へ）[55]
- 梼原町立四万川西中学校（1952年四万川中へ統合）
- 梼原町立四万川東中学校（同上）
- 梼原町立上成中学校（同上）
- 梼原町立梼原中学校〈初代〉（1971年統合により梼原中〈2代目〉へ）[56]
- 梼原町立越知面中学校（同上）[56]
- 梼原町立西川中学校（同上）[56]
- 梼原町立初瀬西中学校（同上）[56]
- 梼原町立初瀬東中学校（同上）[56]
- 梼原町立梼原中学校〈2代目〉（1972年統合により梼原中〈3代目〉へ）[56]
- 梼原町立四万川中学校（同上）[56]
- 梼原町立松原中学校（同上）[56]
- 梼原町立梼原中学校〈3代目〉（2011年梼原町立梼原小学校と統合し梼原学園〈梼原町立梼原小中学校〉へ）[56]
- 日高村立能津中学校（1978年日下中と統合し日高村立日高中学校へ）[57]
- 日高村立日下中学校（1978年能津中と統合し日高中へ）[57]
- 四万十町立昭和中学校（2015年休校、四万十町立十川中学校へ統合）[58]
- 四万十町立興津中学校（2021年休校）[59]
- 四万十町立北ノ川中学校（2022年休校[23]、四万十町立大正中学校へ統合[60]）
- 窪川町立窪川中学校〈旧〉（1974年統合により四万十町立窪川中学校〈当時：窪川町立〉へ）[61]
- 窪川町立松葉川中学校（同上）[61]
- 窪川町立東又中学校（同上）[61]
- 窪川町立新井田中学校（同上）[61]
- 窪川町立川口中学校（同上）[61]
- 窪川町立志和中学校（同上）[61]
- 大正町立打井川中学校（1971年北ノ川中へ統合）[62]
- 大正町立下津井中学校（1990年休校、大奈路中へ編入）[63]
- 大正町立大奈路中学校（2005年休校、大正中へ編入[60]、2011年廃校[63]）
- 十和村立大道中学校（1990年休校、十川中へ編入）[58]

### 幡多郡
- 佐賀町立伊与喜中学校（1967年黒潮町立佐賀中学校〈当時：佐賀町立〉へ統合）[64]
- 佐賀町立拳ノ川中学校（1967年9月1日佐賀中へ統合）[64]
- 大方町立白田川中学校（1971年黒潮町立大方中学校〈当時：大方町立〉へ統合）[65]
- 大月町立柏島中学校一切分校（1968年）
- 大月町立弘見中学校（2001年統合により大月町立大月中学校へ）[66]
- 大月町立月灘中学校（同上）[66]
- 大月町立中央中学校（同上）[66]
- 大月町立柏島中学校（同上）[66]
- 大月町立橘浦中学校（同上）[66]

## 私立中学校

### 高知市
- 高知外語学園中学校（1977年）
- 高知中央中学校（1969年休校）[67]